# Podkowiec
Podkowiec (Rhinolophus) – rodzaj ssaków z rodziny podkowcowatych (Rhinolophidae).

## Rozmieszczenie geograficzne
Nietoperze zaliczane do tego rodzaju zamieszkują Eurazję, Afrykę i Australię.

## Charakterystyka
Długość ciała (bez ogona) 28–99 mm, długość ogona 11,1–61 mm, długość ucha 10–46 mm, długość tylnej stopy 5,3–21 mm, długość przedramienia 33–81 mm; masa ciała 3,3–45 g. Podkowcowate różnią się od pozostałych nietoperzy tym, że wydają ultradźwięki przez nos, co sprawia, że ich nos przybiera niezwykłe kształty. Śpiące lub odpoczywające zwierzęta otulają ciało skrzydłami, tak że wyglądają jak zwisające ze ściany sakiewki.

## Systematyka
Rodzaj zdefiniował w 1799 roku francuski przyrodnik Bernard Germain de Lacépède w rozdziale zatytułowanym Tabela podziałów, podgrup, rzędów i rodzajów ssaków w publikacji swojego autorstwa o tytule Przemówienia otwierające i zamykające kurs historii naturalnej. Gatunkiem typowym jest (oznaczenie monotypowe) podkowiec duży (R. ferrumequinum).

### Etymologia
- Rhinolophus (Rhynolophus): gr. ῥις rhis, ῥινος rhinos ‘nos’; λοφος lophos ‘grzebień’[20].
- Phyllorhina (Phylorrhina): gr. φυλλον phullon ‘liść’; ῥις rhis, ῥινος rhinos ‘nos’[21]. Gatunek typowy (oznaczenie monotypowe): Phyllorhina minuta Leach, 1816 (= Noctilio hipposideros Borkhausen, 1797).
- Rhinocrepis: gr. ῥις rhis, ῥινος rhinos ‘nos’; κρηπις krēpis ‘but’[20]. Gatunek typowy (oznaczenie monotypowe): Vespertilio ferrum-equinum von Schreber, 1774.
- Aquias: etymologia niejasna, Gray nie wyjaśnił pochodzenia nazwy rodzajowej[22]. Gatunek typowy: Gray wymienił dwa gatunki – Rhinolophus luctus Temminck, 1834 i Rhinolophus trifoliatus Temminck, 1834 – z których gatunkiem typowym jest (późniejsze oznaczenie)[23] Rhinolophus luctus Temminck, 1834.
- Phyllotis (Phillotis): gr. φυλλον phullon ‘liść’; -ωτις -ōtis ‘-uchy’, od ους ous, ωτος ōtos ‘ucho’[24]. Gatunek typowy (oznaczenie monotypowe): Rhinolophus philippinensis G.R. Waterhouse, 1843.
- Coelophyllus: gr. κοιλος koilos ‘wydrążony, pusty’; φυλλον phullon ‘liść’[25]. Gatunek typowy (oznaczenie monotypowe): Rhinolophus coelophyllus W.C.H. Peters, 1867.
- Euryalus: w mitologii greckiej Euriale (gr. Ευρυαλη Eurualē, łac. Euryale) była jedną z trzech gorgon[26]. Gatunek typowy: Matschie wymienił dwa gatunki – Rhinolophus euryale J.H. Blasius, 1853 i Rhinolophus (Euryalus) mehelyi Matschie, 1901 – z których gatunkiem typowym jest (późniejsze oznaczenie)[27] Rhinolophus (Euryalus) mehelyi Matschie, 1901.
- Rhinophyllotis: gr. ῥις rhis, ῥινος rhinos ‘nos’[28]; rodzaj Phyllotis J.E. Gray, 1866. Gatunek typowy (oryginalne oznaczenie): Rhinolophus megaphyllus J.E. Gray, 1834.
- Rhinomegalophus: gr. ῥις rhis, ῥινος rhinos ‘nos’[28]; μεγας megas, μεγαλη megalē ‘wielki’[29]; λοφος lophos ‘grzebień, czub’[30]. Gatunek typowy (oznaczenie monotypowe): Rhinomegalophus paradoxolophus[f] Bourret, 1951.
- Indorhinolophus: łac. India ‘Indie’; rodzaj Rhinolophus Lacépède, 1799[14]. Gatunek typowy (oryginalne oznaczenie): Rhinolophus rouxii Temminck, 1835.

### Podział systematyczny
Do rodzaju należą następujące występujące współcześnie gatunki:
| Grafika | Gatunek                        | Autor i rok opisu                                                                   | Nazwa zwyczajowa               | Podgatunki         | Rozmieszczenie geograficzne | Podstawowe wymiary                                                  | Status IUCN |
| ------- | ------------------------------ | ----------------------------------------------------------------------------------- | ------------------------------ | ------------------ | --- | ------------------------------------------------------------------- | ----------- |
|         | Rhinolophus adami              | Aellen & Brosset, 1968                                                              | podkowiec samotny              | gatunek monotypowy | endemit Konga: jaskinia Kimanika (Kouilou) | DC: brak danych DO: 2,5–2,8 cm DP: 4,6–5 cm MC: brak danych         | DD          |
|         | Rhinolophus maendeleo          | Kock, Csorba & K.M. Howell, 2000                                                    | podkowiec unikatowy            | gatunek monotypowy | północno-wschodnia Tanzania (las jaskin Amboni, las Mazumbai i Iringa) oraz północny Mozambik (góra Namuli); zakres wysokości: 0–1900 m n.p.m. | DC: 4,6–4,9 cm DO: 2,3–2,6 cm DP: 4,7–4,9 cm MC: 6–15,5 g           | DD          |
|         | Rhinolophus alcyone            | Temminck, 1853                                                                      | podkowiec łagodny              | gatunek monotypowy | Afryka Zachodnia i Środkowa od Senegalu do Togo i pd południowej Nigerii na wschód do południowo-zachodniej Republiki Środkowoafrykańskiej, na południe do Konga; nieregurane zapisy w Kotlinie Konga, południowo-zachodnim Sudanie Południowym i zachodniej Ugandzie                                                    | DC: 5,7–6,8 cm DO: 1,8–3,2 cm DP: 4,8–5,6 cm MC: 12–23 g            | LC          |
|         | Rhinolophus landeri            | W.C.L. Martin, 1838                                                                 | podkowiec tropikalny           | gatunek monotypowy | południowa Mauretania i Senegal przez większość Afryki Zachodniej i Środkowej do Etiopii oraz wyspa Bioko (Gwinea Równikowa); granice zasięgu niepewne; zakres wysokości: 0–1800 m n.p.m. | DC: 5,2–6 cm DO: około 2,7 cm DP: 3,5–4,9 cm MC: 5–11 g             | LC          |
|         | Rhinolophus webalai            | B.D. Patterson, Dick, Bartonjo & Demos, 2024                                        |                                | gatunek monotypowy | Kenia i Sudan Południowy; być może Uganda i północna Tanzania | DC: 4,9–5,9 cm DO: 2,1–3,4 cm DP: 4,3–4,9 cm MC: 6–10,2 g           | NE          |
|         | Rhinolophus axillaris          | J.A. Allen, 1917                                                                    |                                | gatunek monotypowy | endemit Demokratycznej Republik Konga: znany tylko z miejsca typowego w dystrykcie Uele, Prowincja Wschodnia | DC: brak danych DO: brak danych DP: brak danych MC: brak danych     | NE          |
|         | Rhinolophus dobsoni            | O. Thomas, 1904                                                                     |                                | gatunek monotypowy | endemit Sudanu: południowa część | DC: około 4,6 cm DO: około 2,5 cm DP: około 4,4 cm MC: brak danych  | NE          |
|         | Rhinolophus guineensis         | Eisentraut, 1960                                                                    | podkowiec gwinejski            | gatunek monotypowy | rozproszone zapisy w południowym Senegalu, Gwinei, środkowym Sierra Leone, północnej Liberii i wschodnio-środkowym Wybrzeżu Kości Słoniowej; być może Gambia; zakres wysokości: do 1600 m n.p.m. | DC: 4,9–5,7 cm DO: 2,3–3 cm DP: 4,4–5 cm MC: 8–11 g                 | EN          |
|         | Rhinolophus blasii             | W.C.H. Peters, 1867                                                                 | podkowiec południowy           | 4 podgatunki       | południowo-wschodnia Europa (na wschód od Chorwacji), Azja Południowo-Zachodnia (na wschód do północnego Pakistanu, północno-zachodnia Afryka (północne Maroko, północna Algieria i północna Tunezja) oraz Afryka Wschodnia (od zachodniej Erytrei do wschodniej Południowej Afryki; zakres wysokości: 500–2300 m n.p.m. | DC: 4,6–5,4 cm DO: 2–3,1 cm DP: 4,1–5,1 cm MC: 7–15 g               | LC          |
|         | Rhinolophus lobatus            | W.C.H. Peters, 1852                                                                 |                                | gatunek monotypowy | pewny w Mozambiku, tymczasowo w Kotlinie Konga (od zachodu do północnej Angoli), południowym Sudanie Południowym, Kenii i Tanzanii (z wyspą Zanzibar) na południe do północno-wschodniej Południowej Afryki; zakres wysokości: 0–1980 m n.p.m.                                                                           | DC: 5,1–5,6 cm DO: 2,1–3,1 cm DP: 4,3–5 cm MC: 5–10 g               | NE          |
|         | Rhinolophus swinnyi            | Gough, 1908                                                                         | podkowiec deszczowy            | gatunek monotypowy | endemit Południowej Afryki: KwaZulu-Natal i Prowincja Przylądkowa Wschodnia; okazy z Mpumalangi tymaczsowe przypisane do tego gatunu | DC: 4,2–4,7 cm DO: 1,8–2,7 cm DP: 4,1–4,5 cm MC: brak danych        | LC          |
|         | Rhinolophus capensis           | H. Lichtenstein, 1823                                                               | podkowiec przylądkowy          | gatunek monotypowy | endemit Południowej Afryki: wybrzeża Prowincji Przylądkowej Północnej, Zachodniej i Wschodniej; niepotwierdzony na wybrzeżu południowo-zachodniej Namibii | DC: 5,6–6,6 cm DO: 2,4–3,2 cm DP: 4,7–5,1 cm MC: 9–14,6 g           | LC          |
|         | Rhinolophus namuli             | Curran, Kopp, Ruedi & Bayliss, 2022                                                 |                                | gatunek monotypowy | endemit Mozambiku: północno-środkowa część; zakres wysokości: 1220–1650 m n.p.m. | DC: brak danych DO: brak danych DP: 4,7–4,9 cm MC: brak danych      | NE          |
|         | Rhinolophus simulator          | Andersen, 1904                                                                      | podkowiec jaskiniowy           | 3 podgatunki       | rozproszone populacje głównie we wschodniej i południowo-wschodniej Afryce od środkowej Erytrei, południowego Sudanu Południowego i południowo-wschodniej Demokratycznej Republiki Konga, na południe do Zimbabwe, południowo-wschodniej Botswanie oraz wschodniej Południowej Afryce; zakres wysokości: – m n.p.m.      | DC: 3,9–6,5 cm DO: 1,6–3 cm DP: 3,8–4,9 cm MC: 4,5–11,2 g           | LC          |
|         | Rhinolophus denti              | O. Thomas, 1904                                                                     | podkowiec sawannowy            | 2 podgatunki       | zachodnia (od północn-wschodniego Sengalu na wschód do południowego Burkina Faso i środkowej Nigerii) i południowo-zachodnia Afryka (południowo-zachodnia Angola, północna Namibia, Botswana i północno-środkowa Południowa Afryka); być może Kongo i SUudan Południowy; zakres wysokości: – m n.p.m.                    | DC: 4,4–6 cm DO: 1,7–2,4 cm DP: 3,7–4,4 cm MC: 4–9 g                | LC          |
|         | Rhinolophus alticolus          | Sanborn, 1936                                                                       |                                | gatunek monotypowy | Afryka Zachodnia w północnej Liberii, południowo-wschodniej Gwinei, północnej Nigerii i zachodnio-środkowym Kamerunie; zakres wysokości: 130–2300 m n.p.m. | DC: 5,5–5,6 cm DO: 2,2–2,6 cm DP: około 4,9 cm MC: około 12,5 g     | NE          |
|         | Rhinolophus mehelyi            | Matschie, 1901                                                                      | podkowiec średni               | 2 podgatunki       | Afryka Północna (Maroko na wschód do Tunezji, Libii i Egiptu), Europa Południowa i Azja Południowo-Zachodnia (Turcja, Kaukaz, Lewant i Iran); być może Francja i Afganistan; zakres wysokości: 0–2000 m n.p.m. | DC: 4,2–6,4 cm DO: 2,1–3,7 cm DP: 4,8–5,6 cm MC: 10–23 g            | VU          |
|         | Rhinolophus euryale            | J.H. Blasius, 1853                                                                  | podkowiec śródziemnomorski     | gatunek monotypowy | Europa Południowa, Afryka Północna (północne Maroko, północna Algieria i Tunezja) i Azja Południowo-Zachodnia (Turcja, Kaukaz, Lewant, Iran i północny Irak); być może Cypr i Turkmenistan; zakres wysokości: 0–1360 m n.p.m.                                                                                            | DC: 4,3–5,8 cm DO: 2,2–3 cm DP: 4,3–5,1 cm MC: 7,5–17,5 g           | NT          |
|         | Rhinolophus hildebrandtii      | W.C.H. Peters, 1878                                                                 | podkowiec malawski             | 4 podgatunki       | pewny w Kenii, Tanzanii, Rwandzie i Burundi, tymczasowo w środkowej Nigerii, północno-środkowej Demokatycznej Republice Konga, południowym SUudanie Południowym i Etiopii; być może południowa Demokatyczna Republika Konga; zakres wysokości: 0–1300 m n.p.m.                                                           | DC: 7,3–8,4 cm DO: 3,5–4,1 cm DP: 6,1–6,9 cm MC: 22–31 g            | LC          |
|         | Rhinolophus cohenae            | P.J. Taylor, S. Stoffberg, Monadjem, M.C. Schoeman, Bayliss & Cotterill, 2012       | podkowiec południowoafrykański | gatunek monotypowy | endemit Południiwej Afryki: znany z kilku miejsc w Limpopo i Mpumalandze w pobliżu Nelspruit; zakres wysokości 650–1100 m n.p.m. | DC: brak danych DO: brak danych DP: 6,6–6,8 cm MC: brak danych      | VU          |
|         | Rhinolophus mabuensis          | P.J. Taylor, S. Stoffberg, Monadjem, M.C. Schoeman, Bayliss & Cotterill, 2012       | podkowiec mabuański            | gatunek monotypowy | endemit Mozambiku: góry Inago i Mabu, ale prawdopodobnie rozciąga się na pobliskie góry Namuli, Chiperone, Mulanje i Malawi Rift | DC: brak danych DO: brak danych DP: 6,6–6,9 cm MC: brak danych      | EN          |
|         | Rhinolophus mossambicus        | P.J. Taylor, S. Stoffberg, Monadjem, M.C. Schoeman, Bayliss & Cotterill, 2012       | podkowiec mozambicki           | gatunek monotypowy | Mozambik (5 stanowisk) i północno-zachodnei Zimbabwe (1 stanowisko); być możę większość Południowej Afryki, Malawi, Mozambiku i Zimbabwe; zakres wysokości: 60–1000 m n.p.m. | DC: brak danych DO: brak danych DP: 6–6,5 cm MC: brak danych        | LC          |
|         | Rhinolophus smithersi          | P.J. Taylor, S. Stoffberg, Monadjem, M.C. Schoeman, Bayliss & Cotterill, 2012       | podkowiec czujny               | gatunek monotypowy | północno-zachodnie Zimbabwe (Lutope-Ngolangola Gorge na południe od skarp Zambezi) i północno-wschodnia Południowa Afryka (Limpopo); być może Zambia, Malawi, Mozambik, Zimbabwe i Botswana | DC: 7,3–8,1 cm DO: 3,5–3,7 cm DP: 6,1–6,5 cm MC: 23–31 g            | NT          |
|         | Rhinolophus fumigatus          | Rüppell, 1842                                                                       | podkowiec subsaharyjski        | 6 podgatunków      | szeroko rozpwszechniony ale w rozproszonych populacjach w Czarnej Afryce | DC: 4–7,4 cm DO: 2–3,9 cm DP: 4,7–6 cm MC: 11–24 g                  | LC          |
|         | Rhinolophus eloquens           | Andersen, 1905                                                                      | podkowiec wymowny              | 2 podgatunki       | południowy SUdan Południowy, północno-wschodnia i południowo-wschodnia Demokratyczna Republika Konga, południowa Somalia, Uganda, Rwanda, Kenia i Tanzania (wraz z wyspami Pemba i Zanzibar)l być może południowa Etiopia na południe do Malawi i Mozambiku; zakres wysokości: do 1500 m n.p.m.                          | DC: 6,8–7,2 cm DO: 2–4,5 cm DP: 5,3–6,3 cm MC: 13–40 g              | LC          |
|         | Rhinolophus cervenyi           | Benda, Uvizl, Eiseb & Avenant, 2024                                                 |                                | gatunek monotypowy | Lesotho (12 stanowisk) i Południowa Afryka (2 stanowiska w zachodnim Wolnym Państwie i południowo-wschodniej Prowincji Przylądkowej Północnej; zakres wysokości: 1302–2658 m n.p.m. | DC: brak danych DO: brak danych DP: 4,8–5,6 cm MC: brak danych      | NE          |
|         | Rhinolophus darlingi           | Andersen, 1905                                                                      | podkowiec rodezyjski           | gatunek monotypowy | południowo-wschodnia Afryka (południowo-wschdnia Zambia, południowe Malawi, południowy Mozambik, Zimbabwe, Eswatini oraz środkowa i wschodnia Południowa Afryka), izolowane pipulacje w Ugandzie i Tanzanii | DC: 5–6,2 cm DO: 2–3,7 cm DP: 4,2–5,1 cm MC: 6–13 g                 | LC          |
|         | Rhinolophus damarensis         | A. Roberts, 1946                                                                    |                                | gatunek monotypowy | południowo-zachodnia Afryka (południowo-zachodnia Angola, Namibia i zachodnia i środkowa Południowa Afryka) | DC: 6,2–6,4 cm DO: 2,1–3,5 cm DP: 4,4–5,3 cm MC: 8–14 g             | LC          |
|         | Rhinolophus deckenii           | W.C.H. Peters, 1868                                                                 | podkowiec tanzański            | gatunek monotypowy | Afryka Wschodnia w zachodnio-środkowej Ugandzie, zachodnio-środkowej i południowo-wschodniej Kenii, wschodniej Tanzanii (wraz z wyspami Pemba, Zanzibar i Mafia) oraz najwyraźniej w środkowym Mazambiku (las Chinizuia); zakres wysokości: 0–1100 m n.p.m.                                                              | DC: 5,1–6,7 cm DO: 2,5–3,3 cm DP: 4,8–5,6 cm MC: brak danych        | NT          |
|         | Rhinolophus silvestris         | Aellen, 1959                                                                        | podkowiec leśny                | gatunek monotypowy | znany z trzech miejsc w Gabonie (jaskinie Benga, Belinga i Dumbum w Lastoursville) i 1 miejsca w Kongu (Meya-Nzouri) | DC: brak danych DO: 2,8–3,2 cm DP: 5–5,6 cm MC: brak danych         | DD          |
|         | Rhinolophus hillorum           | Koopman, 1989                                                                       | podkowiec wyżynny              | gatunek monotypowy | rozproszone populacje w Afryce Zachodniej (tymczasowo w południowo-wschodniej Gwinei, północnej Liberii, południowej Nigerii i zachodnio-środkowym Kamerunie); zakres wysokości: 1400–1950 m n.p.m. | DC: 6,4–7,1 cm DO: 3–4,1 cm DP: 5,2–5,7 cm MC: 16,5–25 g            | VU          |
|         | Rhinolophus sakejiensis        | Cotterill, 2002                                                                     | podkowiec zambijski            | gatunek monotypowy | endemit Zambii: znany tylko z miejsca typowego w Ikelenge Pedicle; zakres wysokości: około 1390 m n.p.m. | DC: 5,7–5,8 cm DO: 2,9–3,1 cm DP: 5,3–5,5 cm MC: 19–24 g            | DD          |
|         | Rhinolophus bocharicus         | Kastschenko & Akimov, 1917                                                          | podkowiec bucharski            | gatunek monotypowy | Azja Środkowa w południowo-środkowym Kazachstanie, Uzbekistanie, zachodnim Kirgistanie, Turkmenistanie, zachodnim i środkowym Tadżykistanie oraz północnym Afganistanie | DC: 3,8–4,8 cm DO: 2,2–3,2 cm DP: 4,7–5,3 cm MC: 9–20 g             | LC          |
|         | Rhinolophus ferrumequinum      | (von Schreber, 1774)                                                                | podkowiec duży                 | 2 podgatunki       | Europa Południowa i Środkowa (włącznie ze środziemnomorskimi wyspami), Azja Południowo-Zachodnia (na wschód do Kirgistanu i północnych Indii oraz północno-zachodnia Afryka (północne Maroko, północna ALgieria, północna Tanzania i północno-zachodnia Libia); zakres wysokości: 0–3500 m n.p.m.                        | DC: 5,4–7,1 cm DO: 3,1–4,4 cm DP: 5,1–6,1 cm MC: 13–44 g            | LC          |
|         | Rhinolophus clivosus           | Cretzschmar, 1826                                                                   | podkowiec pagórkowaty          | 2 podgatunki       | Afryka Północna (Algieria, Libia i Egipt) oraz Azja Południowo-Zachodnia (południowy Lewant oraz zachodni i południowo-wschodni Półwysep Arabski); zakres wysokości: 0–2300 m n.p.m. | DC: 4,6–5 cm DO: 2,2–4 cm DP: 4,2–5,9 cm MC: 10–25 g                | LC          |
|         | Rhinolophus nippon             | Temminck, 1835                                                                      |                                | 2 podgatunki       | półncone Indie, Nepal, Bhutan, północny Bangladesz, połudnmiowa, środkowa i wschodnia Chińska Republika Ludowa, Półwysep Koreański oraz Japonia (z kilkoma przybrzeżnymu wyspami); zakres wysokości: 0–3500 m n.p.m. | DC: 5,5–7,9 cm DO: 2,5–4,4 cm DP: 4,9–6,4 cm MC: brak danych        | NE          |
|         | Rhinolophus acrotis            | von Heuglin, 1861                                                                   |                                | 2 podgatunki       | niejednolicie w Afryce Północnej, Wschodniej i Południowej | D4,6–5 cm DO: 2,2–4 cm DP: 4,2–5,9 cm MC: 10–25 g                   | NE          |
|         | Rhinolophus horaceki           | Benda & Vallo, 2012                                                                 |                                | gatunek monotypowy | endemit Libii: północna Cyrenajka; zakres wysokości: 0–660 m n.p.m. | DC: około 6 cm DO: około 3,4 cm DP: 4,8–5 cm MC: brak danych        | NE          |
|         | Rhinolophus maclaudi           | de Pousargues, 1897                                                                 | podkowiec galeriowy            | gatunek monotypowy | endemit Gwinei: wyżyna Futa Dżalon na północ do rzeki Gessorewoul , na południe do granicy z Sierra Leone oraz Konakry | DC: 7,3–9,4 cm DO: 3,8–4,3 cm DP: 6,4–6,9 cm MC: 30–33 g            | EN          |
|         | Rhinolophus ziama              | Fahr, Vierhaus, Hutterer & Kock, 2002                                               | podkowiec liberyjski           | gatunek monotypowy | południowo-wschodnia Gwinea (masyw Ziama) i północno-zachodnia Liberia (góry Wonegizi); zakres wysokości: około 600 m n.p.m. | DC: 7,4–7,6 cm DO: 3,5–3,7 cm DP: około 6 cm MC: około 20 g         | EN          |
|         | Rhinolophus hilli              | Aellen, 1973                                                                        | podkowiec rwandyjski           | gatunek monotypowy | endemit Rwandy: Uwinka i Ryta Bansugera w Parku Narodowym Lasu Nyungwe; zakres wysokości: 1750–2515 m n.p.m. | DC: około 6,3 cm DO: około 2,9 cm DP: około 5,4 cm MC: około 16,5 g | CR          |
|         | Rhinolophus willardi           | Kerbis Peterhans & Fahr, 2013                                                       | podkowiec ryftowy              | gatunek monotypowy | endemit Demokratycznej Republik Konga: znany tylko z wyżyn Misotschi-Kabogo; zakres wysokości: 1880–1950 m n.p.m. | DC: 6,1–7,3 cm DO: 2,2–2,6 cm DP: 4,9–5,1 cm MC: 14–16 g            | EN          |
|         | Rhinolophus ruwenzorii         | J. Eric Hill, 1942                                                                  | podkowiec ruwenzorski          | 2 podgatunki       | północno-wschodnia Demokratyczna Republika Konga (góry Kahuzi, Ituri i Kiwu w górach Ruwenzori), południowo-zachodnia Uganda (las Bwindi-Impenetrable) i północno-zachodnia Rwanda ); zakres wysokości: 1065–2665 m n.p.m.                                                                                               | DC: 5,2–7,2 cm DO: 2,4–3,5 cm DP: 5,4–6,1 cm MC: 13–19,5 g          | EN          |
|         | Rhinolophus xinanzhongguoensis | Zhou Zhaomin, Guillén-Servent, B.K. Lim, Eger, Wang Yingxiang & Jiang Xuelong, 2009 | podkowiec skryty               | gatunek monotypowy | endemit Chińskiej Republiki Ludowej: kilka miejsc w Junnanie i Kuejczou; zakres wysokości: 1500–1980 m n.p.m. | DC: 5,9–7 cm DO: 3–3,9 cm DP: 5,8–6 cm MC: 20–26 g                  | NT          |
|         | Rhinolophus kirghisorum        | Horáček, Uvizl & Benda, 2024                                                        |                                | gatunek monotypowy | Kirgistan, północny Afganistan i Tadżykistan | DC: brak danych DO: brak danych DP: 3,8–4,3 cm MC: brak danych      | NE          |
|         | Rhinolophus macrotis           | E. Blyth, 1844                                                                      | podkowiec wielkouchy           | 3 podgatunki       | północny Pakistan, północne Indie, Nepal, Bhutan, skrajnie północny Bangladesz, Mjanma, Półwysep Malajski (wraz z wyspą Tioman) oraz północna i środkowa Sumatra; zakres wysokości: 0–1690 m n.p.m. | DC: 4,2–5,1 cm DO: 1,2–3,3 cm DP: 4–5 cm MC: 4,4–9,5 g              | LC          |
|         | Rhinolophus hirsutus           | Andersen, 1905                                                                      |                                | gatunek monotypowy | endemit Filipin: Luzon, Samar, Guimaras, Negros, Palawan i Mindanao; zakres wysokości: 0–620 m n.p.m. | DC: 5–5,8 cm DO: 2,7–3,3 cm DP: 4,4–5 cm MC: 6–8 g                  | NE          |
|         | Rhinolophus osgoodi            | Sanborn, 1939                                                                       | podkowiec dalijski             | gatunek monotypowy | południowo-środkowa Chińska Republika Ludowa (Syczuan, Junnan, Kuejczou i Hunan) oraz północny Wietnam | DC: 1,5–2,2 cm DO: brak danych DP: 4–5 cm MC: 5–6 g                 | LC          |
|         | Rhinolophus episcopus          | G.M. Allen, 1923                                                                    |                                | 2 podgatunki       | środkowe i południowo-wschodni Chińska Republika Ludowa, nieopisany podgatunek występuje w południowo-środkowej Chińskiej Republice Ludowej (Junnan) i północno-wschodnim Wietnamie; zakres wysokości: 650–1950 m n.p.m.                                                                                                 | DC: 3,6–3,8 cm DO: 1,6–2,6 cm DP: 4–5,2 cm MC: 5–9,5 g              | NE          |
|         | Rhinolophus siamensis          | Gyldenstolpe, 1917                                                                  | podkowiec tajski               | gatunek monotypowy | południowa Chińska Republika Ludowa (Junnan, Kuangsi, Hunan i Guangdong), północna Tajlandia, północna i środkowy Laos oraz północny i środkowy Wietnam | DC: 3,3–4 cm DO: 1,3–2,2 cm DP: 3,6–4,1 cm MC: 4,5–6,4 g            | LC          |
|         | Rhinolophus rex                | G.M. Allen, 1923                                                                    | podkowiec królewski            | gatunek monotypowy | południowo-środkowa i południowo-wschodnia Chińska Republika Ludowa, wschodnio-środkowa Mjanma, północna Tajlandia, północny i środkowy Laos oraz północny i środkowy Wietnam; zakres wysokości: 370–1550 m n.p.m. | DC: 4,7–5 cm DO: 1,9–3,8 cm DP: 5,3–6,3 cm MC: 8–15 g               | EN          |
|         | Rhinolophus marshalli          | Thonglongya, 1973                                                                   | podkowiec indochiński          | gatunek monotypowy | południowo-środkowa Chińska Republika Ludowa (południowy Junnan i południowe Kuangsi), wschodnia Mjanma, północna, środkowa i skrajnie południowa Tajlandia, północny LAos, północny Wietnam i północna część półwyspowej Malezji; zakres wysokości: 0–800 m n.p.m.                                                      | DC: 4,3–4,9 cm DO: 1,6–26 cm DP: 3,9–4,8 cm MC: 5–8 g               | LC          |
|         | Rhinolophus montanus           | R.E. Goodwin, 1979                                                                  | podkowiec górski               | gatunek monotypowy | endemit Tajlandii: znany z 4 stanowisk (jaskinie Quoto Lou, rzeki Laleia i Ira Aiquero oraz w pobliżu Betano); zakres wysokości: 45–1220 m n.p.m. | DC: 4,9–5 cm DO: 2,5–3,1 cm DP: 4,3–4,6 cm MC: brak danych          | EN          |
|         | Rhinolophus philippinensis     | G.R. Waterhouse, 1843                                                               | podkowiec filipiński           | 2 podgatunki       | Filipiny, północne Borneo (Malezja), południowo-zachodni Celebes, Kabaena, Buton, Flores i wschodni Timor oraz Nowa Gwinea (góry Karimui i Waro); zakres wysokości: 0–1500 m n.p.m. | DC: 5,6–6,1 cm DO: 2,9–3,7 cm DP: 4,7–5,8 cm MC: 6,7–12 g           | LC          |
|         | Rhinolophus achilles           | O. Thomas, 1900                                                                     |                                | gatunek monotypowy | Wyspy Kai (Indonezja) oraz północno-wschodnia Australia (półwysep Jork w północno-wschodnim Queenslandzie) | DC: 4,5–6 cm DO: 2,5–3,4 cm DP: 5–5,9 cm MC: 8,3–16,2 g             | NE          |
|         | Rhinolophus megaphyllus        | J.E. Gray, 1834                                                                     | podkowiec wschodni             | 5 podgatunków      | od środkowej do południowo-wschodniej części Nowej Gwinei, Wyspy d’Entrecasteaux, Luizjady i Archipelag Bismarcka oraz wschodnia Australia (wraz z Wyspą Księcia Walii i Wielką Wyspą Piaszczystą); zakres wysokości: 0–2350 m n.p.m.                                                                                    | DC: 4,2–5,8 cm DO: 1,8–2,8 cm DP: 4,1–5,2 cm MC: 6,5–14 g           | LC          |
|         | Rhinolophus keyensis           | W.C.H. Peters, 1871                                                                 | podkowiec indonezyjski         | gatunek monotypowy | Archipelag Sundajski (Bali na wschód do Wetar i Timoru), Moluki (Becan i Ambon), archipelag Gorong i Wyspy Kai; zakres wysokości: około 500 m n.p.m. | DC: 3,5–4,6 cm DO: 1,7–2,6 cm DP: 3,6–4,5 cm MC: brak danych        | DD          |
|         | Rhinolophus virgo              | Andersen, 1905                                                                      |                                | gatunek monotypowy | endemit Filipin (od Batanes na południe do Mindanao, na zachód do Palawanu i Archipelagu Sulu (Jolo); zakres wysokości: 0–1050 m n.p.m. | DC: 4,5–5,9 cm DO: 1,7–2,3 cm DP: 3,6–4,4 cm MC: 4–7 g              | LC          |
|         | Rhinolophus madurensis         | Andersen, 1918                                                                      | podkowiec wyspowy              | gatunek monotypowy | endemit Indonezji: wyspy Morza Balijskiego (Madura, Wyspy Kangean, Saubi i Sepanjang); zakres wysokości: poniżej 500 m n.p.m. | DC: brak danych DO: brak danych DP: 3,8–4,1 cm MC: brak danych      | VU          |
|         | Rhinolophus celebensis         | Andersen, 1905                                                                      | podkowiec sulaweski            | 2 podgatunki       | endemit Indonezji: Krakatau, Jawa, Bali, Wyspy Kangean, Celebes (wraz z Wyspami Sangihe, Talaud i innymi wyspami); być może południowa Sumatra; zakres wysokości: 0–600 m n.p.m. | DC: 4,7–4,9 cm DO: 1,9–2,7 cm DP: 3,6–4,6 cm MC: 4,5–8,4 g          | LC          |
|         | Rhinolophus robinsoni          | Andersen, 1918                                                                      | podkowiec półwyspowy           | 2 podgatunki       | Półwysep Malajski (wraz z Tioman, Pemanggil i Wyspami Aru) | DC: 4,7–5,5 cm DO: 1,9–2,9 cm DP: 4–4,6 cm MC: 6–13 g               | NT          |
|         | Rhinolophus chaseni            | Sanborn, 1939                                                                       |                                | gatunek monotypowy | Tajlandia, Laos, Wietnam (wraz z wyspą Con Son) i Kambodża; zakres wysokości: 0–530 m n.p.m. | DC: 4,8–6 cm DO: 2–3,2 cm DP: 4,1–4,9 cm MC: 5,7–14,5 g             | NE          |
|         | Rhinolophus nereis             | Andersen, 1905                                                                      | podkowiec izolowany            | gatunek monotypowy | endemit Indonezji: Wyspy Anambas (Siantan) i Wyspy Natuna (Natuna Besar) | DC: brak danych DO: około 1,7 cm DP: około 4,3 cm MC: brak danych   | DD          |
|         | Rhinolophus borneensis         | W.C.H. Peters, 1861                                                                 | podkowiec borneański           | 3 podgatunki       | północno-zachodnia część półwyspowej Malezji (niepewny), Borneo (z Banggi, Labuan, Natuna Selatan i Wyspy Karimata; zakres wysokości: 0–1000 m n.p.m. | DC: brak danych DO: 2,1–2,6 cm DP: 4–4,4 cm MC: 7–8,5 g             | LC          |
|         | Rhinolophus malayanus          | Bonhote, 1903                                                                       | podkowiec malajski             | gatunek monotypowy | Mjanma, Tajlandia, Laos, Wietnam, Kambodża i północna część półwyspowej Malezji (wraz Tarutao i Langkawi); zakres wysokości: 0–1400 m n.p.m. | DC: 3,6–5,6 cm DO: 1,5–2,7 cm DP: 3,8–4,4 cm MC: 4,5–9,7 g          | LC          |
|         | Rhinolophus acuminatus         | W.C.H. Peters, 1871                                                                 | podkowiec spiczasty            | 5 podgatunków      | kontynentalna Azja Południowo-Wschodnia, Filipiny (Palawan), zachodnio-środkowa Sumatra (wraz z Nias i Engano), północne Borneo, Krakatau, Jawa do Lombok; zakres wysokości: 60–1700 m n.p.m. | DC: 4,8–5,2 cm DO: 1,9–3,1 cm DP: 4,4–5,3 cm MC: 9,6–16 g           | LC          |
|         | Rhinolophus cornutus           | Temminck, 1834                                                                      | podkowiec rogaty               | gatunek monotypowy | endemit Japonii: od Hokkaido na południe do Wysp Amami; wątpliwe zapisy z Kuangsi (południowa Chińska Republika Ludowa) | DC: 3,6–5,6 cm DO: 1,5–2,9 cm DP: 3,7–4,2 cm MC: brak danych        | NT          |
|         | Rhinolophus pumilus            | Andersen, 1905                                                                      |                                | gatunek monotypowy | endemit Japonii: Okinawa (Iheya-jima i Kume-jima), Wyspy Kerama (Tokashiki-jima) i Wyspy Miyako (Miyako-jima i Irabu-jima) | DC: 3,6–4,3 cm DO: brak danych DP: 3,8–4 cm MC: brak danych         | NE          |
|         | Rhinolophus perditus           | Andersen, 1918                                                                      |                                | gatunek monotypowy | endemit Japonii: Wyspy Yaeyama (Ishigaki-jima i Taketomi) | DC: 3,9–4,8 cm DO: 1,8–2,6 cm DP: 4–4,3 cm MC: brak danych          | EN          |
|         | Rhinolophus imaizumii          | J. Edwards Hill & Yoshiyuki, 1980                                                   | podkowiec rukiuski             | gatunek monotypowy | endemit Japonii: Wyspy Yaeyama (Iriomote-jima i Kohama-jima) | DC: 3,9–4,8 cm DO: 1,8–2,6 cm DP: 4–4,3 cm MC: brak danych          | NE          |
|         | Rhinolophus chutamasae         | Soisook & P.J.J. Bates, 2022                                                        |                                | gatunek monotypowy | północno-zachodni Laos (Luang Namtha) oraz północna i zachodnia Tajlandia (strumień Pu Nam Rom, Parki Narodowe Phu Suan Sai i Mae Wong; zakres wysokości: 650–1320 m n.p.m. | DC: 4,2–4,8 cm DO: 1,9–2,6 cm DP: 4,2–4,4 cm MC: 6,9–8,6 g          | NE          |
|         | Rhinolophus shortridgei        | Andersen, 1918                                                                      | podkowiec mjanmarski           | gatunek monotypowy | północno-wschodnie Indie (Falta, Bengal Zachodni), północna i środkowa Mjanma oraz południowo-środkowa i południowo-wschodnia Chińska Republika Ludowa | DC: 4,1–5,9 cm DO: 1,6–2,9 cm DP: 3,8–4,3 cm MC: 5,5–8,8 g          | DD          |
|         | Rhinolophus monoceros          | Andersen, 1905                                                                      | podkowiec jednorogi            | gatunek monotypowy | endemit Tajwanu: niziny na kontynencie i wyspa Orchid; wątpliwy zapis z Kuejczou (Chińska Republika Ludowa); zakres wysokości: 20–460 m n.p.m. | DC: 4–5 cm DO: 1,5–2,7 cm DP: 3,4–4 cm MC: 4,8–4,9 g                | NE          |
|         | Rhinolophus pusillus           | Temminck, 1834                                                                      | podkowiec drobny               | 9 podgatunków      | północne i wschodnie Indie na wschód do Chińskiej Republiki Ludowej (na północ od obszaru Pekinu), kontynentalna Azja Południowo-Wschodnia na południe do Archipelagu Sundajskiego; zakres wysokości: 200–1370 m n.p.m.                                                                                                  | DC: 3–4,2 cm DO:1,3–2,6 cm DP: 3,3–4,2 cm MC: 3,3–8 g               | LC          |
|         | Rhinolophus subbadius          | E. Blyth, 1844                                                                      | podkowiec nepalski             | gatunek monotypowy | środkowy i wschodni Nepal, Bhutan, północno-wschodnie Indie, północny Bangladesz, północna Mjanma i południowo-środkowa Chińska Republika Ludowa (Junnan); wątpliwy w Wietnamie; zakres wysokości: około 1230 m n.p.m.                                                                                                   | DC: 3,5–3,7 cm DO: 1,6–1,9 cm DP: 3,3–3,8 cm MC: brak danych        | LC          |
|         | Rhinolophus convexus           | Csorba, 1997                                                                        | podkowiec wypukły              | gatunek monotypowy | endemit Malezji: część półwyspowa (Selangor i Pahang); niepewny w północnym Laosie; zakres wysokości: około 1600 m n.p.m. | DC: brak danych DO: 1,8–2,2 cm DP: 4,2–4,3 cm MC: 7,2–8,2 g         | DD          |
|         | Rhinolophus cognatus           | Andersen, 1906                                                                      | podkowiec andamański           | gatunek monotypowy | endemit Indii: Andamany (Andaman Północny i Południowy, Point, Interview, Baratang oraz Narcondam; zakres wysokości: do 600 m n.p.m. | DC: około 3,7 cm DO: 1,3–2,1 cm DP: 3,7–4,1 cm MC: okołó 9,9 g      | EN          |
|         | Rhinolophus refulgens          | Andersen, 1905                                                                      |                                | 2 podgatunki       | Półwysep Malajski, Singapur (wraz z wyspami Tarutao i Tioman) oraz wschodnio-środkowa Sumatra (Indonezja) | DC: 3,7–5,1 cm DO: 1,4–2,2 cm DP: 3,6–4,3 cm MC: 4–7,2 g            | NE          |
|         | Rhinolophus lepidus            | E. Blyth, 1844                                                                      | podkowiec gładki               | 3 podgatunki       | południowo-wschodni Uzbekistan, południowo-zachodni Kirgistan, Afganistan, północny Pakistan, większość Indii, Bangladesz, Nepal, południowo-środkowa Chińska Republika Ludowa (Junnan) oraz kontynetalna Azja Południowo-Wschodnia (wraz z kilkoma wyspami); zakres wysokości: 100–2340 m n.p.m.                        | DC: 3,3–5,4 cm DO: 1,3–2,6 cm DP: 3,7–4,3 cm MC: 3,7–8,2 g          | LC          |
|         | Rhinolophus creaghi            | O. Thomas, 1896                                                                     | podkowiec sundajski            | 2 podgatunki       | Filipiny (Palawan), Borneo (wraz z Banggi) oraz Małe Wyspy Sundajskie (Madura, Nusa Penida, Flores, Semau i Roti; zakres wysokości: 0–1500 m n.p.m. | DC: około 5,1 cm DO: 1,1–1,6 cm DP: 4,6–5,4 cm MC: 10,5–13,5 g      | LC          |
|         | Rhinolophus canuti             | O. Thomas & Wroughton, 1909                                                         | podkowiec jawajski             | 2 podgatunki       | Jawa (3 miejsca), Nusa Barong, Bali i Timor; zakres wysokości: około 550 m n.p.m. | DC: 5,1–6,2 cm DO: 1,9–2,4 cm DP: 4,8–5,1 cm MC: brak danych        | VU          |
|         | Rhinolophus mcintyrei          | J. Edwards Hill & Schlitter, 1982                                                   |                                | gatunek monotypowy | endemit Papui-Nowej Gwinei (Prowincja Zachodnia, Sepik Zachodni, Southern i Eastern Highlands); zakres wysokości: 270–1600 m n.p.m. | DC: 4,8–6,4 cm DO: 1,6–2,3 cm DP: 4,7–5,4 cm MC: 9–15 g             | DD          |
|         | Rhinolophus euryotis           | Temminck, 1835                                                                      | podkowiec szerokouchy          | 5 podgatunków      | Moluki (Halmahera na południe Wysp Tanimbar i Aru; zakres wysokości: 0–2050 m n.p.m. | DC: 5,4–7,3 cm DO: 1,6–2,8 cm DP: 5–6 cm MC: 14,1–27 g              | LC          |
|         | Rhinolophus tatar              | Bergmans & F.G. Rozendaal, 1982                                                     |                                | gatunek monotypowy | endemit Indonezji: Celebes | DC: 5,1–6,2 cm DO: 1,6–2,2 cm DP: 4,7–5,2 cm MC: 9–13 g             | LC          |
|         | Rhinolophus belligerator       | Patrick, McCulloch & Ruedas, 2013                                                   |                                | gatunek monotypowy | endemit Indonezji: środkowy i południowo-wschodni Celebes; zakres wysokości: około 0 m n.p.m. | DC: 5,2–6,1 cm DO: 1,5–2,1 cm DP: 4,7–5,2 cm MC: 10–12,5 g          | EN          |
|         | Rhinolophus proconsulis        | J. Edwards Hill, 1959                                                               |                                | gatunek monotypowy | zachodnio-środkowe Borneo (południowo-zachodni Sarawak, najwyraźniej środkowy i wschodni Kalimantan, ale dokładne lokalizacje niepewne) | DC: brak danych DO: brak danych DP: 4,6–4,8 cm MC: brak danych      | EN          |
|         | Rhinolophus arcuatus           | W.C.H. Peters, 1871                                                                 | podkowiec łukowaty             | 5 podgatunków      | Filipiny, Indonezja (zachodnio-środkowa Sumatra, Wetar, Buru i Ambon, nieopisany takson w środkowym Celebes); zakres wysokości: 0–2500 m n.p.m. | DC: 4,9–6,2 cm DO: 1,5–2,1 cm DP: 4–5 cm MC: 6–9 g                  | DD          |
|         | Rhinolophus inops              | Andersen, 1905                                                                      | podkowiec mindanajski          | gatunek monotypowy | endemit Filipin: Luzon, Polillo, Mindoro, Catanduanes, Samar, Negros, Cebu, Leyte, Biliran, Camiguin i Mindanao; zakres wysokości: 0–2250 m n.p.m. | DC: 5,5–7 cm DO: 1,7–2,7 cm DP: 4,9–5,7 cm MC: 10–19,6 g            | LC          |
|         | Rhinolophus subrufus           | Andersen, 1905                                                                      | podkowiec ryży                 | 2 podgatunków      | endemit Filipin: Luzon, Lubang, Mindoro, Catanduanes, Negros, Leyte, Camiguin i Mindanao; zakres wysokości: 0–1000 m n.p.m. | DC: 6–6,3 cm DO: 2,2–2,9 cm DP: 5,3–5,7 cm MC: 12–19 g              | DD          |
|         | Rhinolophus rufus              | Eydoux & P. Gervais, 1836                                                           | podkowiec rudowłosy            | gatunek monotypowy | endemit Filipin: Luzon, Polillo, Mindoro, Marinduque, Catanduanes, Guimaras, Bohol, Leyte, Camiguin i Mindanao; zakres wysokości: 0–600 m n.p.m. | DC: 8–9,7 cm DO: 3–3,3 cm DP: 6,8–7,3 cm MC: 26–34 g                | NT          |
|         | Rhinolophus affinis            | Horsfield, 1823                                                                     | podkowiec pośredni             | 6 podgatunków      | północne Indie i Nepal na wschód do środkowej i południowo-środkowej Chińskiej Republiki Ludowej, kontynentalna Azja Południowo-Wschodnia, Wyspy Anambas i Natuna, Wielkie i Małe Wyspy Sundajskie na wschód do Flores; zakres wysokości: 200–2000 m n.p.m.                                                              | DC: 4,6–6,8 cm DO: 1,7–3,5 cm DP: 4,6–5,7 cm MC: 9,9–19 g           | LC          |
|         | Rhinolophus andamanensis       | Dobson, 1872                                                                        |                                | gatunek monotypowy | Andamany (Andaman Północny, Interview, Andaman Środkowy, Baratang, Andaman Południowy i Little) | DC: około 5,8 cm DO: 1,8–3,1 cm DP: 4,7–5,7 cm MC: brak danych      | NE          |
|         | Rhinolophus coelophyllus       | W.C.H. Peters, 1867                                                                 | podkowiec birmański            | gatunek monotypowy | północno-środkowa, środkowa i południowo-wschodnia Mjanma, Tajlandia (wraz z Tarutao), środkowy Laos oraz północno-zachodnia część półwyspowej Malezji (wraz z Langkawi); zakres wysokości: 0–1500 m n.p.m. | DC: 3,6–5 cm DO: 1,6–2,4 cm DP: 4,2–4,8 cm MC: 6,2–8,6 g            | LC          |
|         | Rhinolophus shameli            | Tate, 1943                                                                          | podkowiec laotański            | gatunek monotypowy | wschodnia i południowo-wschodnia Tajlandia (wraz z wyspą Koh Chang), środkowy i południowy Laos, południowo-środkowy Wietnam (wraz z wyspą Phú Quốc) i Kambodża | DC: 4,7–4,8 cm DO: 1,7–2,3 cm DP: 4,3–4,8 cm MC: 7,5–12,5 g         | LC          |
|         | Rhinolophus microglobosus      | Csorba & P.D. Jenkins, 1998                                                         |                                | gatunek monotypowy | Mjanma, południowo-środkowa Chińska Republika Ludowa (Junnan), Tajlandia, Laos, Kambodża oraz ostatnio północny i środkowy Wietnam; granice zasięgu niepewne; zakres wysokości: 0–1080 m n.p.m. | DC: 3,4–6 cm DO: 1,4–2,2 cm DP: 4,1–4,6 cm MC: 5–9 g                | LC          |
|         | Rhinolophus stheno             | Andersen, 1905                                                                      | podkowiec brunatny             | gatunek monotypowy | środkowy i południowy Wietnam, Półwysep Malajski, Sumatra i Jawa; granice zasięgu niepewne; zakres wysokości: 0–1700 m n.p.m. | DC: 4,5–5,7 cm DO: 1,3–2,1 cm DP: 4,3–4,8 cm MC: 6,9–10 g           | LC          |
|         | Rhinolophus rouxii             | Temminck, 1835                                                                      | podkowiec rudy                 | 2 podgatunki       | zachodnie, wschodnie i południowe Indie, Sri Lanka i południowo-środkowa Mjanma; być może południowo-środkowa Chińska Republika Ludowa (Junnan); zakres wysokości: 0–1370 m n.p.m. | DC: 4,2–6,6 cm DO: 2,1–3,3 cm DP: 4,4–5,2 cm MC: 12,2–14,8 g        | DD          |
|         | Rhinolophus sinicus            | Andersen, 1905                                                                      | podkowiec chiński              | 2 podgatunki       | północne Indie, Nepal, północna Mjanma, środkowa i południowo-wschodnia Chińska Republika Ludowa (wraz z wyspą Hajnan) oraz północny i środkowy Wietnam; zakres wysokości: 500–2770 m n.p.m. | DC: 4,3–5,3 cm DO: 2,1–3 cm DP: 4,3–5,6 cm MC: 8,9–10,9 g           | LC          |
|         | Rhinolophus septentrionalis    | Sanborn, 1939                                                                       |                                | gatunek monotypowy | endemit Chińskiej Republiki Ludowej: Junnan | DC: brak danych DO: brak danych DP: 5,1–5,5 cm MC: brak danych      | NE          |
|         | Rhinolophus thomasi            | Andersen, 1905                                                                      | podkowiec piaskowcowy          | gatunek monotypowy | południowo-środkowa Chińska Republika Ludowa, wschodnia Mjanma, Tajlandia, Laos i Wietnam; zakres wysokości: 400–1100 m n.p.m. | DC: 4,8–5 cm DO: 1,8–2,8 cm DP: 4–4,8 cm MC: 7–11 g                 | LC          |
|         | Rhinolophus hipposideros       | (André, 1797)                                                                       | podkowiec mały                 | 2 podgatunki       | Europa Środkowa i Południowa, Azja Zachodnia do północnych Indii, Afryka Północna (północe Maroko, północna Algieria i północna Tunezja) oraz Wschodnia (południowo-zachodni Sudan, środkowa Erytrea i środkowa Etiopia);zakres wysokości: 0–2100 m n.p.m.                                                               | DC: 3,5–4,8 cm DO: 2,1–3,2 cm DP: 3,5–4,2 cm MC: 4,7–9 g            | LC          |
|         | Rhinolophus midas              | Andersen, 1905                                                                      |                                | gatunek monotypowy | wokół cieśniny Ormuz i Zatoki Omańskiej (Iran i Oman) | DC: brak danych DO: 2,4–2,9 cm DP: 3,8–4 cm brak danych             | NE          |
|         | Rhinolophus francisi           | Soisook, Struebig, P.J.J. Bates & Portela Miguez, 2015                              |                                | gatunek monotypowy | południowo-zachodnia Tajlandia (znany tylko z miejsca typoweg) oraz północne, południowo-zachodnie i południowo-środkowe Borneo; być może Wietnam; zakres wysokości: 430–1600 m n.p.m. | DC: około 6,3 cm DO: 2,9–3,8 cm DP: 5,3–5,5 cm MC: 16–18 g          | NE          |
|         | Rhinolophus sedulus            | Andersen, 1905                                                                      | podkowiec sarawaski            | gatunek monotypowy | Borneo (Malezja, Indonezja i Brunei); zakres wysokości: 0–1500 m n.p.m. | DC: 4,7–5,1 cm DO: 1,9–3 cm DP: 3,7–4,8 cm MC: 6,8–11 g             | NT          |
|         | Rhinolophus yonghoiseni        | Volleth & K.-G. Heller, 2021                                                        |                                | gatunek monotypowy | endemit Malezji: półwyspowa część (Pahang, Negeri Sembilan, Selangor, Johor, Kedah i Perak); zakres wysokości: 0–1500 m n.p.m. | DC: 4,7–5,1 cm DO: 1,9–3 cm DP: 3,9–4,2 cm MC: 6,3–7,1 g            | NE          |
|         | Rhinolophus trifoliatus        | Temminck, 1834                                                                      | podkowiec trójlistny           | 4 podgatunki       | północno-wschodnie Indie, południowo-środkowa Chińska Republika Ludowa (Kuejczou), południowa Mjanma, środkowa i południowa Tajlandia, półwyspowa część Malezji, Singapur, Sumatra, Borneo, zachodnia Jawa i Banta; zakres wysokości: 0–1800 m n.p.m.                                                                    | DC: 5,1–6,5 cm DO: 2,5–3,8 cm DP: 4,5–5,7 cm MC: 10–20 g            | NT          |
|         | Rhinolophus perniger           | Hodgson, 1843                                                                       |                                | 3 podgatunki       | północna, środkowa i południowo-zachodnia Indie, środkowy i wschodni Nepal, Bhutan, Bangladesz, Mjanma, południowo-środkowa, środkowa i południowo-wschodnia Chińska Republika Ludowa, północna Tajlandia, Laos, Wietnam i Kambodża; przypuszczalnie półwyspowa część Tajlandii; zakres wysokości: 0–925 m n.p.m.        | DC: 7,5–9,9 cm DO: 3,6–6,1 cm DP: 6,8–8,1 cm MC: 27–45 g            | NE          |
|         | Rhinolophus luctoides          | Volleth, Loidl, F. Mayer, Yong Hoisen, S. Müller & K.-G. Heller, 2015               |                                | gatunek monotypowy | endemit Malezji: górskie obszary; być może bardziej rozległy w kontynentalnej Azji Południowo-Wschodniej; zakres wysokości: powyżej 600 m n.p.m. | DC: brak danych DO: brak danych DP: 5,9–6,5 cm MC: 22–32 g          | NE          |
|         | Rhinolophus morio              | J.E. Gray, 1842                                                                     |                                | gatunek monotypowy | niziny Półwyspu Malajskiego; granice zasięgu niepewne | DC: 7–8,5 cm DO: 4–5,2 cm DP: 6–6,9 cm MC: 25–41 g                  | NE          |
|         | Rhinolophus luctus             | Temminck, 1834                                                                      | podkowiec wełnisty             | gatunek monotypowy | endemit Indonezji: Sumatra, Jawa i Bali; zakres wysokości: do 1600 m n.p.m. | DC: około 8,9 cm DO: 3,8–5,2 cm DP: 6,3–7,1 cm MC: 27–37 g          | LC          |
|         | Rhinolophus foetidus           | Andersen, 1918                                                                      |                                | gatunek monotypowy | Borneo (Malezja, Indonezja i Brunei); zakres wysokości: do 1600 m n.p.m. | DC: około 8,9 cm DO: 3,8–5,2 cm DP: 6,3–7,1 cm MC: 27–37 g          | NE          |
|         | Rhinolophus beddomei           | Andersen, 1905                                                                      | podkowiec tamilski             | 2 podgatunki       | zachodnie i wschodnio-środkowe Indie (Maharasztra, Karnataka, Kerala i Andhra Pradesh) i Sri Lanka; zakres wysokości: 0–1070 m n.p.m. | DC: 6,5–7,5 cm DO: 3,7–4,8 cm DP: 5,5–6,4 cm MC: brak danych        | LC          |
|         | Rhinolophus formosae           | Sanborn, 1939                                                                       | podkowiec tajwański            | gatunek monotypowy | endemit Tajwanu: pierwotne i wtóre lasy | DC: 6,3–9 cm DO: 2,8–4,1 cm DP: 5,4–6,2 cm MC: 11,9–25 g            | LC          |
|         | Rhinolophus thailandensis      | Wu Yi, Harada & Motokawa, 2009                                                      | podkowiec orientalny           | gatunek monotypowy | endemit Tajlandii: z pewnością Chiang Mai oraz prawdopodbnie północno-zachodnia, zachodnia i południowo-wschodnia część; być może Kambodża | DC: 6,3–7,2 cm DO: 1,8–2,4 cm DP: 5,6–6,1 cm MC: brak danych        | LC          |
|         | Rhinolophus yunanensis''       | Dobson, 1872                                                                        | podkowiec bambusowy            | gatunek monotypowy | południowo-środkowy Chińska Republika Ludowa (Syczuan, Junna i być może Kuejczou), wstępnie północno-wschodnie Indie i Mjanma; być może Laos; zakres wysokości: 600–1300 m n.p.m. | DC: 5,2–7,2 cm DO: 1,8–2,8 cm DP: 5,5–5,9 cm MC: 20–22 g            | LC          |
|         | Rhinolophus chiewkweeae        | Yoshiyuki & Lim Boo Liat, 2005                                                      | podkowiec złotawy              | gatunek monotypowy | Półwysep Malajski (wraz z wyspą Langkawi); zakres wysokości: 0–1275 m n.p.m. | DC: 5,1–6,5 cm DO: 1,5–1,9 cm DP: 5,2–5,6 cm MC: brak danych        | DD          |
|         | Rhinolophus pearsonii          | Horsfield, 1851                                                                     | podkowiec wietnamski           | 2 podgatunków      | północne Indie (na wschód od Uttarakhand), Nepal, Bhutan, Bangladesz, środkowa, południowa i południowo-wschodnia Chińska Republika Ludowa, Mjanma, Tajlandia, Laos, Wietnam i Kambodża; zakres wysokości: 160–3380 m n.p.m.                                                                                             | DC: 5,4–6,8 cm DO: 1,6–2,9 cm DP: 4,7–5,7 cm MC: 13–20 g            | LC          |
|         | Rhinolophus mitratus           | E. Blyth, 1844                                                                      | podkowiec mitrowy              | gatunek monotypowy | endemit Indii (znany tylko z Chaibasy (Jharkhand); zakres wysokości: do 300 m n.p.m. | DC: około 7 cm DO: około 3 cm DP: około 5,7 cm MC: brak danych      | DD          |

Kategorie IUCN:  LC  – gatunek najmniejszej troski,  NT  – gatunek bliski zagrożenia,  VU  – gatunek narażony,  EN  – gatunek zagrożony,  CR  – gatunek krytycznie zagrożony,  DD  – gatunki o nieokreślonym stopniu zagrożenia;  NE  – gatunki niepoddane jeszcze ocenie.
Opisano również gatunki wymarłe:

- Rhinolophus antonioi Crespo, Sevilla García, Mansino, Montoya & Ruiz-Sánchez, 2018[40] (Hiszpania; miocen)
- Rhinolophus bottegoi Regàlia, 1893[41] (Włochy; plejstocen)
- Rhinolophus contrarius Mein & Pickford, 2003[42] (Namibia; miocen)
- Rhinolophus csakvarensis Kretzoi, 1951[43] (Węgry; miocen)
- Rhinolophus dehmi Ziegler, 1993[44] (Niemcy; miocen)
- Rhinolophus delphinensis Gaillard, 1899[45] (Francja; miocen)
- Rhinolophus estramontis Topál, 1979[46] (Węgry; pliocen)
- Rhinolophus grivensis (Depéret, 1892)[47] (Francja; miocen)
- Rhinolophus hanaki Wołoszyn, 1987[48] (Polska; pliocen)
- Rhinolophus kowalskii Topál, 1979[49] (Polska; pliocen)
- Rhinolophus lissiensis Mein, 1964[50] (Francja; miocen)
- Rhinolophus macrorhinus Topál, 1963[51] (Węgry; plejstocen)
- Rhinolophus maghrebensis Gunnell, Eiting & Geraads, 2011[52] (Maroko; pliocen)
- Rhinolophus neglectus F. Heller, 1936[53] (Niemcy; pliocen)
- Rhinolophus pleistocaenicus Yang Zhongjian, 1934[54] (Chińska Republika Ludowa; plejstocen)
- Rhinolophus postdelphinensis Topál, 1979[55] (Węgry; pliocen)
- Rhinolophus similis Zapfe, 1950[56] (Słowacja; miocen)
- Rhinolophus talonifer Kretzoi, 1954[57] (Węgry; miocen)
- Rhinolophus variabilis Topál, 1975[58] (Węgry; pliocen)
- Rhinolophus wenzensis Wołoszyn, 1987[59] (Polska; pliocen)
- Rhinolophus yongyuthi Mein & Ginsburg, 1997[60] (Tajlandia; miocen).